# توني بارون (لاعب كرة قاعدة)
توني بارون (بالإنجليزية: Tony Barron)‏ هو لاعب كرة قاعدة أمريكي، ولد في 17 أغسطس 1966 في بورتلاند في الولايات المتحدة.

## وصلات خارجية
- توني بارون على موقع دوري كرة القاعدة الرئيسي (الإنجليزية)
- توني بارون على موقعبيزبول رفرنس.كوم (الدوري الرئيسي) (الإنجليزية)
- توني بارون على موقعبيزبول رفرنس.كوم (الدوري الثانوي) (الإنجليزية)
- توني بارون على موقع إي إس بي إن.كوم (أم.أل.بي) (الإنجليزية)
- توني بارون على موقع مشجعي الرسوم البيانية (الإنجليزية)